# Wojna płci (film 2017)
Wojna płci (ang. Battle of the Sexes) – amerykańsko-brytyjski film sportowy z 2017 roku w reżyserii Jonathana Daytona i Valerie Faris. Zdjęcia kręcono w Los Angeles.

## Opis fabuły
Film przedstawia kulisy historycznego meczu tenisowego rozgrywającego się pomiędzy kobietą, a mężczyzną. Rozegrany w 1973 mecz pomiędzy ówczesną mistrzynią kobiecego tenisa Billie Jean King, a byłym mistrzem męskich rozgrywek Bobbym Riggsem zyskał miano tzw. "Wojny płci" i okazał się być najbardziej oglądanym wydarzeniem w historii telewizji.

## Obsada
| Aktor                | Rola                      |
| -------------------- | ------------------------- |
| Emma Stone           | Billie Jean King          |
| Steve Carell         | Bobby Riggs               |
| Andrea Riseborough   | Marilyn Barnett           |
| Sarah Silverman      | Gladys Heldman            |
| Bill Pullman         | Jack Kramer               |
| Alan Cumming         | Cuthbert "Ted" Tinling    |
| Elisabeth Shue       | Priscilla Riggs           |
| Austin Stowell       | Larry King                |
| Natalie Morales      | Rosie Casals              |
| Jessica McNamee      | Margaret Court            |
| Fred Armisen         | Rheo Blair                |
| Lewis Pullman        | Larry Riggs               |
| Martha MacIsaac      | Jane "Peaches" Bartkowicz |
| Mickey Sumner        | Valerie Ziegenfuss        |
| Bridey Elliott       | Julie Heldman             |
| Eric Christian Olsen | Lorne Kuhle               |